# Marcabru
Marcabru, trubadur, 12. stoletje.
Marcabru je imel svoje najbolj ustvarjalno obdobje med letoma 1130 in 1150. Najbolj je znan po svojih zabaljaških pesmih, čeprav je njegova posebnost med ostalimi trubadurji pojmovanje ljubezni na religiozni in ne posvetni način. Namesto o dvorjenju pripoveduje o avguštinovski ljuvezni. Eksperimentiral je tudi z glasbeno obliko pastorela.